# Adriano Fieschi
Adriano Fieschi (Gênova, 7 de março de 1788 - Roma 6 de fevereiro de 1858) foi um cardeal italiano da Igreja Romana .

## vida
Ele veio da nobre família genovesa de Fieschi, da qual surgiram os Papa Inocêncio IV e Papa Adriano V, bem como os cardeais Guglielmo Fieschi, Luca Fieschi, Giovanni Fieschi, Ludovico Fieschi, Giorgio Fieschi, Niccolò Fieschi e Lorenzo Maria Fieschi. A partir de 1815 estudou na Pontifícia Academia para a Nobreza Eclesiástica e foi incardinado no clero da Arquidiocese de Gênova. Foi vice-legado em Bolonha e de 1819 a 1823 delegado apostólico em Spoleto, depois trabalhou em Perugia e Macerata. Foi também Secretário da Congregação para Estradas e Águas dos Estados Pontifícios. Uma bula papal de 9 de junho de 1833 concedeu-lhe amplos benefícios. A partir de julho do mesmo ano foi mordomo de Sua Santidade.
Papa Gregório XVI criou-o cardeal in pectore no consistório de 23 de junho de 1834, o que foi tornado público em 13 de setembro de 1838. Adriano Fieschi recebeu o gorro vermelho e a diaconia titular de Santa Maria in Portico Campitelli em 17 de setembro de 1838. Em julho de 1836, o Papa o nomeou Prefeito do Palácio Apostólico. Em 27 de janeiro de 1843, optou pelo diaconato titular de Santa Maria ad Martyres. Participou do conclave de 1846 do qual Papa Pio IX emergiu como papa. Em 13 de julho de 1847 tornou-se legado apostólico nas províncias de Urbino e Pisa. Adriano Fieschi optou em 19 de dezembro de 1853 classe cardinal dos padres cardeais e à igreja titular de Santa Maria della Vittoria . Ele foi Grão-Prior da Ordem Equestre de São João em Jerusalém de 23 de janeiro de 1854 até sua morte .
Adriano Fieschi foi o último representante vivo dos genoveses Fieschi.
Ele foi enterrado em sua igreja titular, Santa Maria della Vittoria .

## Link externo
- Adriano Fieschi
- catholic-hierarchy.org